# イスニロン・ハピロン
イスニロン・トトニ・ハピロン（Isnilon Totoni Hapilon Abu、1966年、または、1968年3月18日 - 2017年10月16日）またはアブー・アブダラ・アル・フィリピーニ（Abdullah al-Filipini）はISILとのつながりを持つフィリピンのジハーディストである。ISの指導者アブー・バクル・アル＝バグダーディーに忠誠を誓うまではアブ・サヤフのリーダーを務めていた。2016年4月、ISの季刊誌アル・ナバ（Al Naba）はハピロンがフィリピンにおけるIS軍の首長に就任したと伝えている。
連邦捜査局やアメリカ合衆国国務省はハピロンの生年を1966年3月18日としているが、異説も存在する。いくつかの公的機関や報道は、ハピロンがフィリピン大学で工学の学位を取得しているとしているが、大学側はこれを否定している。

## 生い立ち、活動
ハピロンは2001年のドス・パルマスの誘拐事件に関わっているとされ、2006年にはFBIのモースト・ウォンテド・テロリスト・リストに登録されている。
アブ・サヤフは2013年から2014年のいずれかの時点でビデオメッセージをリリースし、その中でアブー・バクル・アル＝バグダーディーへの忠誠を宣言している。
2016年7月7日、ハピロンはアブ・サヤフを率いてティポティポの戦いに参加している。ISが2016年7月21日に公開したビデオの中で、ハピロンはフィリピンにおけるISジハーディスト達の指導者（al-mujahid al-muwakkal li-qiyadat junud ad-dawla al-islamiyya f-il-filibin）として紹介されている。
2017年10月16日、デルフィン・ロレンザーナ国防大臣はミンダナオ島にある南ラナオ州マラウイにてハピロンが死亡したことを明らかにした。